# اتصال غير متزامن

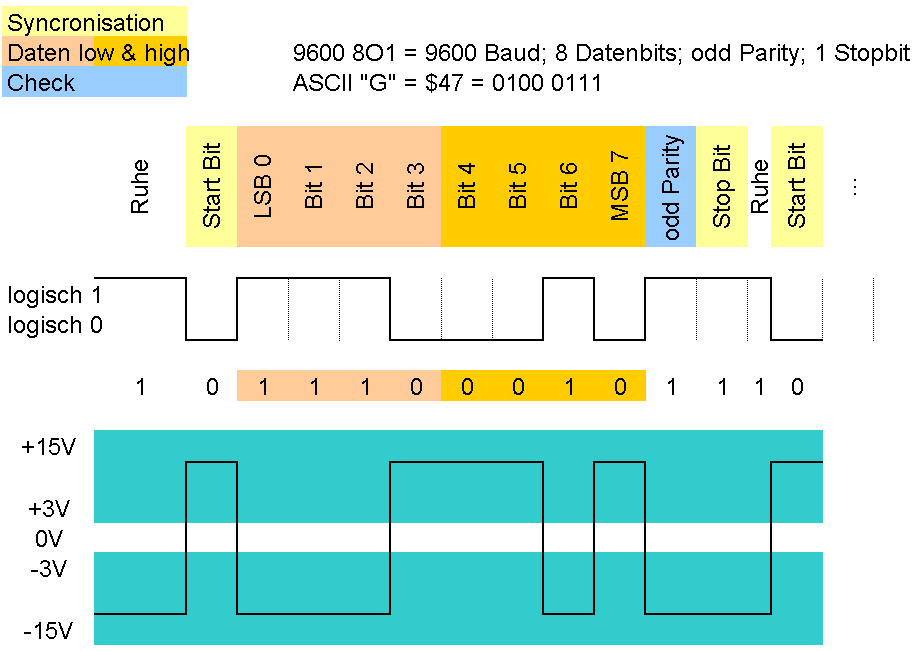

في الاتصال عن بعد، يعد الاتصال غير المتزامن، هو نقل البيانات، بشكل عام دون استخدام إشارة ساعة خارجية، بحيث يمكن نقل البيانات بشكل متقطع بدلاً من نقلها في صورة تدفق ثابت. إن أي توقيت يكون بحاجة لاستعادة البيانات من رموز الاتصال يتم ترميزه داخل الرموز. من الاستثناءات الملحوظة منفذ RS-232، وبعض المشتقات، التي تعد غير متزامنة، ولكن مازال يتوفر بها إشارة ساعة خارجية، على الرغم من عدم استخدامها عادة. إن الجانب الأكثر أهمية في الاتصالات غير المتزامنة هو عدم نقل البيانات على فترات منتظمة، مما يؤدي إلى إمكانية تغير معدل البت، وأن مولدات نبضات المرسل والمستقبل لا ينبغي أن تكون متزامنة تمامًا طوال الوقت.

## الطبقة الفعلية
في الاتصال التسلسلي غير المتزامن في طبقة البروتوكول الفعلية، فإن كتل البيانات تعد كلمات رمزية ذات طول كلمة محدد، على سبيل المثال ثمانية (بت) أو رموز أسكي، التي يتم تحديدها باستخدام بت البداية وبت النهاية. يمكن إدراج مسافة طول متغيرة بين الكلمات الرمزية. ليست هناك ضرورة لوجود إشارة تزامن للبت. ويسمى ذلك أحيانًا الاتصال الموجه نحو الحرف. ومن الأمثلة على ذلك معيار آر إس 232سي (RS-232C) التسلسلي، وأجهزة مودم MNP2 وV.2 والأقدم منها.

## طبقة ربط البيانات والطبقات الأعلى
إن الاتصال غير المتزامن في طبقة ربط البيانات أو طبقات البروتوكول الأعلى يعرف بأنه التضميم الإحصائي أو اتصال وضع الحزمة، على سبيل المثال أسلوب النقل اللاتزامني (ATM). وفي هذه الحالة فإن الكتل المنقولة بشكل غير متزامن تسمى حزم البيانات، على سبيل المثال خلايا أسلوب النقل اللاتزامني. والعكس هو الاتصال من خلال التحويل عبر دارة، وهو يوفر معدل بت ثابت، على سبيل المثال الشبكة الرقمية للخدمات المتكاملة (ISDN) والتشبيك الضوئي المتزامن (SONET/SDH).
وقد تكون الحزم مغلفة في إطار البيانات، مع تسلسل بت تزامن الإطار بما في ذلك بداية الإطار، وأحيانًا أيضًا تسلسل بت تزامن البت، عادة 01010101، من أجل تحديد عدد مرات نقل البت. مع ملاحظة أنه في الطبقة الفعلية، يعد ذلك بمثابة اتصال تسلسلي متزامن. ومن أمثلة بروتوكولات ربط بيانات وضع الحزمة التي يمكن أن تقوم بعملية النقل عن طريق استخدام اتصال تسلسلي متزامن مثل بروتوكول التحكم في ارتباط البيانات المميزة (HDLC)، وبروتوكول الإيثرنت، وبروتوكول من نقطة لنقطة (PPP) وبروتوكول الناقل المتسلسل العام (USB).

## طبقة البرامج التطبيقية
إن تطبيقات أو خدمات الاتصال غير المتزامن ليست بحاجة إلى معدل بت ثابت. ومن الأمثلة على ذلك نقل الملفات والبريد الإلكتروني والشبكة العنكبوتية العالمية. ومثال على عكس ذلك، خدمة الاتصال المتزامن، الوقت الحقيقي للبث الحي، على سبيل المثال الصوت عبر الإنترنت، وتلفزيون بروتوكول الإنترنت ومؤتمرات الفيديو.

## الاتصال عبر واسطة إلكترونية
يعد الاتصال عبر واسطة إلكترونية غير متزامن في كثير من الأحيان حيث أن المشاركين لا يمكنهم الاتصال في الوقت نفسه. وتتضمن الأمثلة البريد الإلكتروني ونظام لوحة البيانات، حيث يتمكن المشاركون من إرسال الرسائل أو نشرها في أوقات مختلفة. وقد انتشر المصطلح في التعلم عبر الإنترنت، حيث يتم التعامل بين المعلمين والطلاب غالبًا بطريقة غير متزامنة بدلاً من الطريقة المتزامنة (أي في وقت واحد)، كما لو أنهم يجرون محادثة وجهًا لوجه أو عبر الهاتف.